# Campeonato Cearense de Futebol Feminino
O Campeonato Cearense de Futebol Feminino é a principal competição futebolística da modalidade feminina do estado do Ceará organizado pela Federação Cearense de Futebol (FCF).
Desde sua inauguração em 1983, o torneio tem sido disputado em um formato híbrido, incluindo etapas de grupos e jogos eliminatórios. Entretanto, o regulamento foi sujeito a modificações ao longo dos anos, devido às variações no número de datas e de participantes.
O Caucaia é o clube com o maior número de conquistas neste torneio, totalizando seis títulos. Por sua vez, o Ceará é o atual campeão da competição.

## História

### Primeira edição
O Campeonato Cearense de Futebol Feminino de 1983 foi a primeira edição da competição estadual voltada para a categoria no Ceará, sendo realizada pela Fundação de Assistência Desportiva do Estado do Ceará (FADEC). Em um período em que o futebol feminino ainda buscava maior reconhecimento no Brasil, a realização do torneio representou um avanço para o desenvolvimento da modalidade.
O Ferroviário Atlético Clube sagrou-se campeão daquela edição ao derrotar o Salgado da Gama por 1 a 0 no Estádio Castelão, tornando-se a primeira equipe a conquistar oficialmente o título estadual feminino. No entanto, devido à escassez de registros detalhados, há poucas informações sobre o formato da competição e os resultados. Mas se sabe que contou com doze equipes participantes, sendo todas de Fortaleza.
Embora a edição de 1983 tenha sido um marco para o futebol feminino cearense, a falta de continuidade na organização do torneio nos anos seguintes limitou o progresso da modalidade no estado.

### Retorno
O campeonato retornou em 2008 após um longo período sem edições oficiais desde sua primeira realização em 1983. Organizado pela Federação Cearense de Futebol (FCF), o torneio visa promover e estruturar o futebol feminino no estado do Ceará.
No início dessa nova fase, o Caucaia Esporte Clube consolidou-se como a equipe dominante, conquistando seis títulos estaduais entre 2008 e 2015. Durante esse período, as equipes do Fortaleza (2010) e Juventus (2014) também venceram a disputa. A partir de 2016, a hegemonia do Caucaia foi quebrada com o surgimento de novas equipes competitivas, como o Menina Olímpica e o São Gonçalo, que conquistaram o título e passaram a figurar entre os principais times do estado.
Desde 2018, Ceará e Fortaleza intensificaram seus investimentos no futebol feminino, impulsionados pela exigência da Confederação Brasileira de Futebol (CBF) para que clubes que disputassem a primeira divisão nacional em competições masculinas mantivessem equipes femininas. Com isso, a rivalidade entre os dois clubes tradicionais também se estendeu à modalidade, tornando as disputas mais acirradas e reforçando o crescimento do estadual.
Em 29 de novembro de 2023, a final do campeonato protagonizada por um Clássico Rainha foi realizada na Arena Castelão, tornando-se a primeira partida de clubes de futebol feminino disputada no estádio após sua modernização para a Copa do Mundo FIFA de 2014.

## Campeões

### Títulos por clube
| Clube               | Título | Vice | 3.º lugar | 4.º lugar |
| ------------------- | ------ | ---- | --------- | --------- |
| Caucaia             | 6      | 2    | 1         | 1         |
| Ceará               | 5      | 3    | —         | —         |
| Fortaleza           | 3      | 5    | 1         | 1         |
| Juventus-CE         | 1      | 2    | —         | 3         |
| Menina Olímpica     | 1      | —    | 3         | 2         |
| São Gonçalo-CE      | 1      | —    | 2         | —         |
| Ferroviário         | 1      | —    | —         | —         |
| América-CE          | —      | 1    | 1         | 1         |
| Guarany de Sobral   | —      | 1    | —         | 1         |
| Floresta            | —      | 1    | —         | —         |
| Rio Branco          | —      | 1    | —         | —         |
| Salgado da Gama     | —      | 1    | —         | —         |
| Tiradentes-CE       | —      | 1    | —         | —         |
| Horizonte           | —      | —    | 2         | 2         |
| R4                  | —      | —    | 2         | —         |
| Pacatuba            | —      | —    | 1         | 1         |
| Guarani de Juazeiro | —      | —    | 1         | —         |
| Messejana           | —      | —    | 1         | —         |
| Quixeramobim        | —      | —    | 1         | —         |
| Unifor              | —      | —    | 1         | —         |
| Paracuru            | —      | —    | —         | 2         |
| Anjos do Céu        | —      | —    | —         | 1         |
| Crato               | —      | —    | —         | 1         |
| Juazeiro-CE         | —      | —    | —         | 1         |

### Títulos por cidade
| Cidade                  | Título | Vice | 3.º lugar | 4.º lugar |
| ----------------------- | ------ | ---- | --------- | --------- |
| Fortaleza               | 11     | 15   | 8         | 9         |
| Caucaia                 | 6      | 2    | 1         | 1         |
| São Gonçalo do Amarante | 1      | —    | 2         | —         |
| Sobral                  | —      | 1    | —         | 1         |
| Juazeiro do Norte       | —      | —    | 3         | 1         |
| Horizonte               | —      | —    | 2         | 2         |
| Pacatuba                | —      | —    | 1         | 1         |
| Quixeramobim            | —      | —    | 1         | —         |
| Paracuru                | —      | —    | —         | 2         |
| Crato                   | —      | —    | —         | 1         |